# Новый Городец
Новый Городец (неофициальное название Лубянка) — посёлок в Выгоничском районе Брянской области, в составе Выгоничского городского поселения. Расположен в 6 км к западу от села Городец, в 2,5 км к востоку от деревни Орменка. Население — 13 человек (2010).

## История
Упоминается с 1920-х гг.; до 2005 года входил в Городецкий сельсовет.
| Годы      | 1926 | 1979 | 1989 | 2002 | 2010 |
| --------- | ---- | ---- | ---- | ---- | ---- |
| Население | 105  | 67   | 24   | 15   | 13   |